# Aphomia argentia
Aphomia argentia is een vlinder uit de familie snuitmotten (Pyralidae). De wetenschappelijke naam van deze soort is voor het eerst geldig gepubliceerd in 1964 door Whalley.
De soort komt voor in tropisch Afrika.